# Alejandro Diz
Alejandro Diz (* 26. März 1965 in Necochea) ist ein ehemaliger argentinischer Volleyballspieler. Er war Teilnehmer der Olympischen Spiele 1984 in Los Angeles und der Olympischen Spiele 1988 in Seoul.
Bei den Panamerikanischen Spielen 1983 in Caracas gewann Diz die Bronzemedaille mit der Mannschaft. Bei den Olympischen Sommerspielen 1984 bestritt er drei Spiele. Bei den Olympischen Spielen 1988 in Seoul bestritt er ebenfalls drei Spiele der Gruppenphase sowie das Halbfinale und das Spiel um den dritten Platz.
In der Saison 1983/84 spielte er für CV Palma, gewann die spanische Meisterschaft und belegte im Europapokal der Pokalsieger den zweiten Platz. Danach spielte er für Pallavolo Chieti (1984 bis 1986) und den argentinischen Club Náutico Hacoaj (1986/87). Von 1987 bis 1989 spielte er für Pallavolo Mantua. In Italien spielte er noch für Indomita Salerno, Pallavolo Catania, Pallavolo Modena und Pallavolo Parma.